# Southwest Minnesota State University
Die Southwest Minnesota State University, die von den Einheimischen „SMSU“ genannt wird, ist eine staatliche Universität im Südwesten des US-Bundesstaats Minnesota in der Stadt Marshall (Minnesota) und gehört zum Minnesota State Colleges and Universities System. Im Jahr 2014 waren an der Universität 8.285 Studenten eingeschrieben. Die North Central Association of Colleges and Schools akkreditiert die SMSU. Die Farben der Universität sind Braun und Gold.

## Geschichte
Im Jahre 1963 wurde für das Southwest Minnesota State College der Standort Marshall gewählt. Der Lehrbetrieb wurde im Herbst 1967 aufgenommen. Die ersten 509 Studenten absolvierten 1971.  Die Hochschule wurde 1975 in Southwest State University und 2003 in Southwest Minnesota State University umbenannt.
Die Studentenzeitung wurde erst 10. Mai, 1968 unter den Namen The Impact veröffentlicht. Der Name wurde 1974 in The Reader umbenannt. Der Name der Zeitung wurde 1980 wieder in The Impact und dann 2003 in The Spur umbenannt.
Am 2. Januar 2002 zerstörte ein Feuer das Studentenzentrum während der Winterpause. Das neue Studentenzentrum wurde 2005 fertig gebaut.

## Lehre und Studium
Die SMSU bietet mehr als 50 Bachelor-Studiengänge und vier Master-Studiengänge an. Die Verwaltung der Universität wird in zwei Colleges geteilt: das College of Arts, Letters, and Sciences, und das College of Business, Education, and Professional Studies. Die Higher Learning Commission of the North Central Association of Colleges and Schools akkreditiert SMSU.

## Sport
Die Universität hat Mannschaften in sechs Männersportarten und acht Frauensportarten. Der Name der Mannschaften heißt Mustangs.  Die Universität ist eine aus sechzehn Universitäten in der Northern Sun Intercollegiate Conference. Die Farben der Universität sind Braun und Gold, welche die Farben der Prärie sind, die in südwestlich Minnesotas ist.